# Per Günther
Per Günther (Hagen, 5 febbraio 1988) è un ex cestista tedesco.

## Carriera
Con la Germania ha disputato i Campionati mondiali del 2010 e i Campionati europei del 2013.

## Palmarès
- 2.Bundesliga Pro A Most Improved Player of the Year (2008)